# 中国の歴史年表

## 秦・漢・三国時代
- 紀元前260年 -
- 紀元前246年 - 始皇帝、即位。
- 紀元前209年 - 陳勝・呉広の乱
- 紀元前202年 - 劉邦、垓下の戦いにおいて項羽を破り、漢（前漢）を建国。
- 紀元前154年 - 呉楚七国の乱
- 紀元前141年 - 武帝、即位。
- 紀元前80年 - 霍光が専制開始を開始する。
- 8年 - 王莽、新を建国。
- 18年 - 赤眉の乱起こる（27年まで）
- 23年 - 昆陽の戦い。王莽が敗死し新が滅亡する。劉玄（更始帝）が即位。
- 25年 - 劉秀（光武帝）が即位。（後漢の成立）
- 36年 - 光武帝、天下を統一
- 78年 - 『白虎通義』が編纂される。（白虎観会議）
- 91年 - 班超、西域都護に任じられる。
- 105年 - 蔡倫、紙を和帝に献上。
- 141年 - 梁冀、大将軍に就任。
- 166年 - 第一次党錮の禁
- 169年 - 第二次党錮の禁
- 184年 - 黄巾の乱。張角、乱を起こすが鎮圧される。
- 189年 - 十常侍、董卓、相次いで乱を起こす。
- 200年 - 官渡の戦い。曹操が袁紹を破る。
- 208年 - 赤壁の戦い。劉備・孫権が曹操を破る。
- 220年 - 曹操死去。曹丕、献帝から禅譲され魏を建てる。首都洛陽。
- 221年 - 劉備、漢の皇帝を名乗り蜀（蜀漢）を建てる。
  - 夷陵の戦い
- 222年 - 孫権、呉を建てる。
- 263年 - 蜀、魏により滅亡。

## 晋・十六国・南北朝時代
- 265年 - 司馬炎、曹奐から禅譲され晋（西晋）を建てる。
- 280年 - 呉、晋により滅亡。
- 304年 - 匈奴の劉淵、漢（のちの趙（前趙））を建てる。
- 311年 - 永嘉の乱
- 316年 - 西晋滅亡。
- 317年 - 司馬睿、江南に逃れ晋（東晋）を再興。
- 319年 - 石勒、趙王を名乗り趙（後趙）を建てる。
- 329年 - 前趙、後趙により滅亡。
- 337年 - 鮮卑の慕容皝、燕（前燕）を建てる。
- 350年 - 冉閔、魏（冉魏）を建てる。
- 351年 - 後趙、冉魏により滅亡。
  - 氐の苻健、秦（前秦）を建てる。
- 352年 - 冉魏、前燕により滅亡。
- 370年 - 前燕、前秦により滅亡。
- 382年 - 淝水の戦い
- 394年 - 前秦、西秦により滅亡。
- 420年 - 劉裕、恭帝から禅譲を受け宋（劉宋）を建てる。
- 479年 - 蕭道成、順帝から禅譲を受け斉（南斉）を建てる。
- 502年 - 蕭衍、和帝から禅譲を受け梁（南梁）を建てる。
- 557年 - 陳霸先、敬帝から禅譲を受け陳（南陳）を建てる。

## 隋・唐・五代十国時代
- 581年 - 楊堅、静帝から禅譲され隋を建てる。首都大興城（西安）。
- 589年 - 南陳、隋により滅亡。
- 618年 - 李淵、恭帝侑から禅譲され唐を建てる。首都長安。
- 626年 - 玄武門の変
- 663年 - 白村江の戦い
- 751年 - タラス河畔の戦い
- 756年 - 安史の乱
- 907年 - 朱全忠、哀帝から禅譲され梁（後梁）を建てる。

## 宋・遼・夏・金
- 916年 - 契丹の耶律阿保機、大契丹国を建てる。
- 923年 - 李存勗、唐（後唐）を建てる。首都洛陽。
- 936年 - 石敬瑭、晋（後晋）を建てる。首都大梁（開封）。
- 946年 - 後晋、大契丹国により滅亡。耶律堯骨、開封にて国号を大遼に改める。
  - 劉知遠、開封に漢（後漢）を建てる。
- 951年 - 楚、南唐により滅亡。
  - 郭威、周（後周）を建てる。
- 960年 - 趙匡胤、後周から禅譲され宋（北宋）を建てる。（陳橋の変）首都開封。
- 963年 - 荊南、宋により滅亡。
- 965年 - 後蜀、宋により滅亡。
- 970年 - 南漢、宋により滅亡。
- 974年 - 南唐、宋により滅亡。
- 1004年 - 澶淵の盟
- 1038年 - 李元昊、興慶（銀川）に夏（西夏）を建てる。
- 1115年 - 完顔阿骨打、金を建てる。
- 1125年 - 遼、金により滅亡。
- 1126年 - 靖康の変で宋滅亡。
- 1127年 - 趙構、臨安（杭州）に逃れ宋（南宋）を再興。
- 1132年 - 耶律大石、トルキスタンに逃れ西遼（カラ・キタイ）を建てる。首都ベラサグン。
- 1141年 - 紹興の和議
- 1205年 - チンギス・ハーンのモンゴル帝国、西夏に侵攻開始。
- 1211年 - モンゴル帝国、金に侵攻開始。
- 1214年 - 金、モンゴル帝国の圧迫により中都（北京）から開封に遷都。
- 1227年 - 西夏滅亡。
- 1232年 - 三峰山の戦い
- 1234年 - 金滅亡。
- 1253年 - 雲南の大理国、モンゴル帝国に降伏。
- 1257年 - ベトナムの陳朝、モンゴル帝国に降伏。
- 1259年 - 高麗、モンゴル帝国に降伏。

## 元
- 1271年 - モンゴル帝国のクビライ、国号を大元に改める。首都大都。
- 1274年 - 元、日本に遠征し失敗。（文永の役）
- 1276年 - 元のバヤンにより南宋滅亡。
- 1277年 - 元、ンガサウジャンの戦いでパガン王朝を破る。
- 1279年 - 崖山の戦い
- 1281年 - 元、再び日本に遠征し失敗。（弘安の役）
- 1282年 - チャンパ王国、元に降伏。
- 1284年 - 元、再びチャンパ王国に遠征。その後、チャンパ、陳朝連合軍の抵抗により敗退。
- 1292年 - 元、シンガサリ王国に遠征。しかしシンガサリ王国はジャヤカトワンにより既に滅亡しており、元軍はジャヤカトワンを捕らえ撤退。
- 1351年 - 紅巾の乱
- 1363年 - 鄱陽湖の戦い
- 1368年（至正28年）、元朝は江南で反乱勢力を統一し明朝を建てた朱元璋の北伐軍に敗退した。

## 明
- 1368年 - 朱元璋が南京で大明を建てる。トゴン・テムルはモンゴル高原へ逃れ、元は北元として存続。
- 1405年 - 第一次鄭和の西征。
- 1407年 - 『永楽大典』完成。
- 1421年 - 明、北京に遷都。
- 1449年 - 土木の変
- 1506年 - 王陽明、貴州へ追放。
- 1556年 - 華県地震
- 1592年 - 文禄の役
- 1598年 - 慶長の役

## 後金・清
- 1616年 - 女真族のヌルハチ、金（後金）を建てる。首都はヘトゥアラ。
- 1619年 - サルフの戦い
- 1636年 - ホンタイジ、大清皇帝となる。
- 1644年 - 李自成、北京を占領し明滅亡。
- 1645年 - 明の呉三桂、清へ下る。
- 1659年 - 朱舜水、日本へ亡命。
- 1661年 - 鄭成功、台湾のオランダ人を駆逐し東寧王国を建てる。
- 1673年 - 三藩の乱
- 1683年 - 東寧王国、清により滅亡。清、台湾を領有。
- 1716年 - 『康熙字典』完成。
- 1725年 - 『古今図書集成』完成。
- 1735年 - 『明史』完成。
- 1782年 - 『四庫全書』完成。
- 1787年 - 台湾で林爽文の反乱。
- 1796年 - 白蓮教徒の乱
- 1839年 - 林則徐、アヘンの密輸を取り締まり。
- 1840年 - アヘン戦争。イギリス、香港島を割譲。
- 1851年 - 太平天国の乱
- 1856年 - アロー戦争。イギリス、九龍を割譲。ロシアは外満州を割譲。
- 1874年 - 日本、台湾に出兵。
- 1877年 - 左宗棠、新疆の領土を回復。
- 1879年 - 日本、沖縄県を設置。琉球王国は滅亡。
- 1884年 - 清仏戦争勃発。フランス、ベトナム全土を植民地化。
- 1889年 - 張之洞、湖広総督となり洋務運動を進める。
- 1894年 - 日清戦争。清、朝鮮の独立を承認。台湾と澎湖諸島が日本に割譲される。
- 1898年 - 戊戌の変法
- 1899年 - アメリカのジョン・ヘイ国務長官、門戸開放を各国に通達。
- 1900年 - 義和団事変
- 1904年 - 日露戦争
- 1908年 - 宣統帝即位。
- 1911年10月10日 - 武昌起義
  - 辛亥革命勃発、清は瓦解へ。

## 中華民国
- 1912年1月1日 - 中華民国成立し孫文が臨時大総統に就任。臨時首都は南京。
- 1912年 - 宣統帝が退位し袁世凱が第二代臨時大総統に就任。北京政府成立し、清朝滅亡。
- 1914年 - 第一次世界大戦勃発。
- 1915年1月18日 - 日本、袁世凱政権に21ヶ条の要求。
  - 9月15日 - 陳独秀、『新青年』を刊行。
- 1916年6月6日 - 袁世凱死去、黎元洪が総統に。
- 1917年 - 府院の争い
- 1919年5月4日 - 五四運動
  - 10月10日 - 孫文、中国国民党を結成。
- 1921年 - 外モンゴルが独立、モンゴル人民共和国へ。
  - 7月23日 - 陳独秀、毛沢東らにより中国共産党結成。
- 1924年 - 第一次国共合作
- 1925年3月12日 - 孫文、死去。
- 1926年 - 蔣介石率いる国民政府、北伐を開始。
- 1927年 - 日本、山東出兵開始。
  - 3月24日 - 南京事件
  - 4月12日 - 上海クーデターにより国共合作解消。
  - 4月18日 - 南京国民政府成立。
- 1928年5月3日 - 済南事件
  - 6月4日 - 張作霖爆殺事件
  - 6月9日 - 国民政府軍、北京に入城し北伐完了を宣言。
  - 12月29日 - 張学良が南京国民政府に帰順。（易幟）
- 1931年9月18日 - 満州事変勃発。
  - 11月7日 - 中国共産党、瑞金に中華ソビエト共和国の成立を宣言。
- 1932年1月28日 - 第一次上海事変。
  - 2月18日 - 満州国成立。
- 1933年 - 福建事変で中華共和国が成立。
- 1934年 - 中国共産党、瑞金を放棄。長征開始。
- 1935年1月15日 - 遵義会議
- 1936年10月19日 - 魯迅死去。
  - 12月12日 - 西安事件
- 1937年7月7日 - 盧溝橋事件発生、日中戦争へ。
  - 7月29日 - 通州事件
  - 8月13日 - 第二次上海事変
  - 9月 - 第二次国共合作
  - 11月 - 国民政府、重慶に遷都。
  - 12月13日 - 日本軍、南京を攻略。南京事件。
- 1940年 - 汪兆銘政権成立。
- 1941年 - 日本軍、真珠湾を攻撃。太平洋戦争（大東亜戦争）勃発。
- 1943年12月1日 - 中、米、英3か国首脳によるカイロ宣言。
- 1944年4月17日 - 日本軍、大陸打通作戦開始。
- 1945年8月14日 - 日本がポツダム宣言を受諾，全日本軍の無条件降伏。
  - 10月10日 - 国民党と共産党が双十協定を締結。
- 1946年6月 - 国共内戦が再勃発。
- 1947年2月28日 - 台湾で二・二八事件が発生。
- 1949年 - 人民解放軍が成都を包囲、蔣介石は台湾へ逃れる。

## 中華人民共和国

### 毛沢東の時代
- 1949年10月1日 - 毛沢東共産党主席、北京で中華人民共和国成立を宣言。中央人民政府主席に就任。

#### 朝鮮戦争
- 1950年10月 - 朝鮮戦争に参戦。
- 1951年 - 人民解放軍、チベットに進駐。
  - 三反五反運動開始。
- 1953年7月27日 - 国連軍との間に休戦協定が結ばれ、朝鮮戦争終結。
- 1956年 - チベット動乱発生。
- 1957年6月8日 - 反右派闘争開始。

#### 大躍進政策
- 1958年 - 大躍進政策開始。
- 1958年 - 人民解放軍、中華民国支配下の金門島を砲撃。（金門砲戦）
- 1959年3月10日 - チベット人と人民解放軍が衝突、ダライ・ラマ14世はインドへと亡命。（1959年のチベット蜂起）
  - 7月 - 廬山会議が開かれ、国防大臣彭徳懐らが失脚。
- 1960年 - 大躍進政策終結、劉少奇が第二任国家主席に就任。
- 1961年 - 中ソ関係が決裂。（中ソ対立）
- 1962年 - 中印国境紛争勃発。
- 1964年10月16日 - ロプノールで初の原爆実験。

#### 文化大革命
- 1966年 - 文化大革命開始。劉少奇主席、鄧小平らが失脚。
- 1969年 - 珍宝島（ダマンスキー島）で中ソ国境紛争が勃発。
- 1971年9月13日 - 林彪党副主席、クーデターに失敗し逃亡中に墜落死。（林彪事件）
  - 10月25日 - 国際連合総会でアルバニア決議が採択され、中華民国に代わり中華人民共和国が国連常任理事国となる。
- 1972年2月21日 - アメリカのニクソン大統領が中国を訪問。
  - 9月29日 - 日中国交正常化
- 1976年1月8日 - 国務院総理の周恩来が死去。
  - 4月5日 - 四五天安門事件発生。鄧小平が再び失脚。
  - 7月28日 - 唐山地震。
  - 9月9日 - 毛沢東死去。華国鋒総理が国家指導者に。
  - 10月6日 - 四人組を逮捕。文化大革命終結，華国鋒が中国共産党主席に就任。

### 改革開放

#### 鄧小平の時代
- 1978年12月 - 中国共産党第十一期中央委員会第三回全体会議で改革開放路線を決定、鄧小平が最高実力者に。
- 1979年1月 - アメリカと国交正常化。アメリカでは台湾関係法が成立。
  - ベトナムがカンボジアに侵攻したことに対し、人民解放軍がベトナムに侵攻。（中越戦争）
- 1989年3月 - チベット人と武装警察隊、人民解放軍が衝突。
  - 6月4日 - 六四天安門事件発生。趙紫陽総書記が失脚。

#### 江沢民の時代
- 1989年6月24日 - 江沢民が中国共産党総書記に選ばれる。
- 1990年9月22日 - 北京でアジア競技大会が開催される。
- 1992年 - 鄧小平が南巡講話を発表する。
- 1993年3月27日 - 江沢民が国家主席、国家中央軍事委員会主席に選ばれる。
- 1994年12月14日 - 三峡ダムに着工。
- 1996年 - 台湾の総統選挙に際し、人民解放軍が軍事演習を行い台湾沖にミサイルを発射。アメリカは空母機動艦隊を派遣。
- 1997年2月19日 - 鄧小平死去。
  - 7月1日 - 香港の主権がイギリスから返還される。（香港返還）
- 1998年3月 - 朱鎔基、国務院総理に選ばれる。
- 1999年5月8日 - 在セルビア・モンテネグロ大使館がアメリカ軍から爆撃されたことに対し、中国で反米デモが発生。
  - 12月20日 - ポルトガルからマカオが返還される。
- 2001年6月15日 - 上海協力機構が成立。

#### 胡錦濤の時代
- 2002年11月15日 - 胡錦濤が中国共産党総書記に選ばれる。
- 2003年3月15日 - 胡錦濤が国家主席に、温家宝が国務院総理に選ばれる。
  - 広東、香港、北京などでSARSが発生。
- 2004年9月19日 - 胡錦濤が中央軍事委員会主席に選ばれる。
- 2005年3月14日 - 反分裂国家法成立。
  - 4月 - 日本の国連安保理常任理事国入りに反対するなどして、中国各地で反日デモが発生。
- 2006年7月14日 - 台風の影響により中国南部で水害が起き、広東省だけで被災者741万人、死者106人、行方不明77人。死者3,000人以上とも。
  - 夏、四川、重慶などで気温が何度も摂氏40度を超えるなど記録的な旱魃。三峡ダム工事の影響が指摘された。
- 2008年1月10日 - 中国南部、西部で大雪が発生。129人が死亡、166万人が避難。
  - 3月10日 - ラサでチベット族による暴動が発生し、その他のチベット族居住地域にも拡大。
  - 5月12日 - 四川大地震が発生、死者・行方不明は8万人超。
  - 8月8日 - 北京オリンピック開催。
  - 9月25日 - 神舟七号が打ち上げ、中国初の宇宙遊泳。

#### 習近平の時代
- 2012年11月15日 - 習近平が中国共産党総書記、中央軍事委員会主席に選ばれる。
- 2019年12月-湖北省武漢市で新型コロナウイルス（COVID-19)が発生。（アメリカは発生源である説もある）その後中国国内にとどまらず、世界各地へ広がりパンデミックに。
- 2020年3月-欧米各国がウイグル人問題を巡り、中華人民共和国の当局者らを制裁。
  - 5月-先進国7ヵ国(g7)が対中包囲網を築き上げる。対中包囲網は多くの国が参加し。世界で広がりを見せている
- 2021年5月-長征5号を発射。残骸が宇宙空間で燃え尽きずインド洋に落下（被害国はない）